# Fatim Bamba
Fatim Bamba,  née en 1983, est une femme politique ivoirienne, actuellement maire de la commune d'Anyama. Membre du Rassemblement des houphouëtistes pour la démocratie et la paix (RHDP).

## Biographie

### Vie privée et parcours professionnel
Fatim Bamba est une des épouses de Amadaou Gon Coulibaly. 

### Carrière politique
Fatim Bamba, femme de la politique en Côte d'Ivoire, est maire de Anyama, une commune dans la zone nord d'Abidjan, depuis septembre 2023. Elle est militante au sein du mouvement politique rassemblement des houphouëtistes pour la démocratique et la paix (RHDP).
Avant d'occuper le poste de Maire, elle a été conseillère municipale à Anyama proche du Maire Sylla.  

## Distinction
Elle obtient le prix les bâtisseurs de la Côte d'Ivoire moderne lors sa huitième édition en 2025 (BACIM) du meilleur leadership féminin politique engagé pour le développement durable de la commune d'Anyama.